# Famille de Treilhes
La famille de Treilhes (ou de Treilles) est une famille noble du Languedoc aussi appelée famille de Gléon ou de Gleu à cause de son droit seigneurial sur la seigneurie de Gléon.

## Historique
En 1714, le père Ange-Augustin Déchaussé a établi la généalogie de cette famille dont des chartes languedociennes attestent l'existence depuis le IXe siècle. Les membres de la famille possédaient originellement des terres proches de Narbonne, dans un lieu appelé « Treilhes ». En 1220, le vicomte de Narbonne leur donne le château de Gléon, d'où le second nom de la famille.
En 1333, Guillaume de Treilhes se marie avec Guillemette de Durban, unique héritière de sa famille. À partir de ce moment, la famille va se faire nommer famille de Treilhes-Gléon-Durban, puis famille Gléon de Durban. La famille devient aussi propriétaire du château de Durban et seigneur de Jonquières.

## Héraldique
Le blason de la famille de Treilhes est : De gueules (ou d'azur selon les versions) au chevron d'argent.

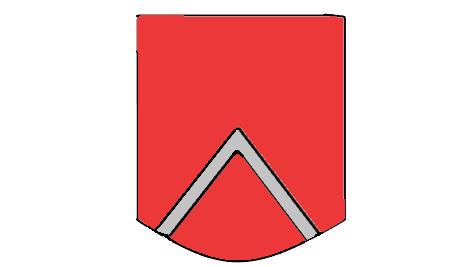
Première version du blason.
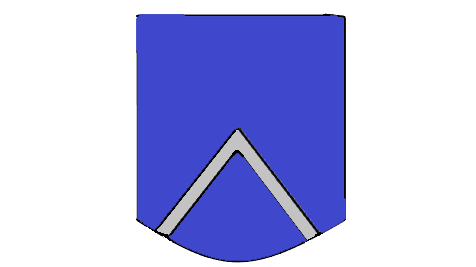
Seconde version du blason.

## Pour approfondir